# Caledoniscincus chazeaui
Caledoniscincus chazeaui — вид сцинкоподібних ящірок родини сцинкових (Scincidae). Ендемік Нової Каледонії.

## Поширення і екологія
Caledoniscincus chazeaui відомі з п'яти місцевостей, розташованих на північному сході Нова Каледонія. Вони живуть в лісовій підстилці вологих рівнинних тропічних лісів, на висоті до 900 м над рівнем моря. Ведіть денний, наземний спосіб життя, ховаються в лісовій підстилці, під камінням і поваленими деревами, гріються і шукають їжу на сонячних галявинах.

## Збереження
МСОП класифікує цей вид як такий, що перебуває під загрозою зникнення. Caledoniscincus chazeaui загрожує знищення природного середовища та хижацтво з боку інтродукованих щурів, кішок і мурах Wasmannia auropunctata.